# فابیولا جیانوتی

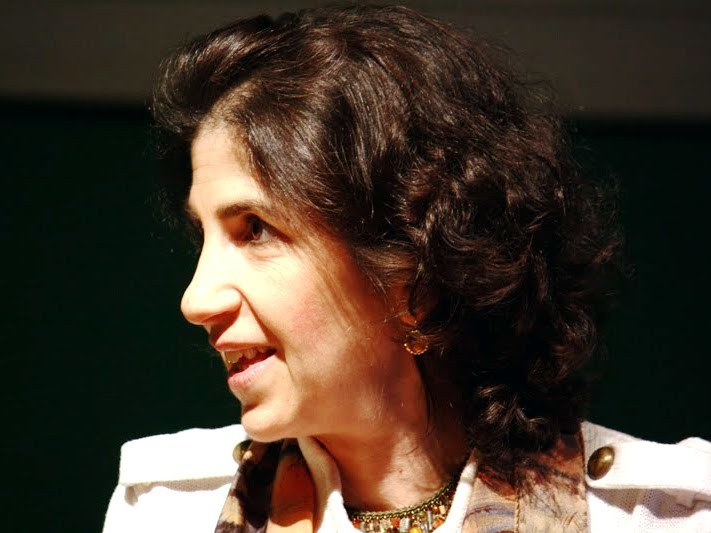

 فابیولا جیانوتی (ایتالیایی: Fabiola Gianotti؛ زاده ۲۹ اکتبر ۱۹۶۲) یک دانشمند در زمینه فیزیک ذرات اهل ایتالیا است. او از سال ۲۰۱۶ تا کنون مدیر کل سرن است.
جیانوتی از دانشگاه میلان در رشته فیزیک ذرات فارغ التحصیل شده و از سال ۱۹۸۷ در سرن بوده است، که آنجا در آزمایش UA-2 و آشکارساز ALEPH در برخورددهنده بزرگ الکترون-پوزیترون مشارکت داشته است. او همچنین از سال ۱۹۹۰ روی کالریمترهای با آرگون مایع کار می‌کرد که در سال ۱۹۹۲ منجر به مشارکت در آشکارساز اطلس شد.